# Lewis Capaldi
Lewis Marc Capaldi (Whitburn (West Lothian), 7 oktober 1996) is een Schotse singer-songwriter. Eind 2018 had hij een nummer 1-hit in de Engelse hitlijsten met Someone You Loved. Ook in Nederland en Vlaanderen haalde deze single de hitlijsten.

## Carrière
Capaldi begon op zijn negende met het bespelen van de gitaar. Hij trad op in cafés vanaf zijn twaalfde.
Hij werd ontdekt door Ryan Walter nadat Capaldi video's van zichzelf op internet had gezet. Zijn eerste single Bruises publiceerde hij op 31 maart van 2017. Met deze hit werd hij de eerste zanger zonder platencontract die de 25 miljoen streams op Spotify haalde.
In 2018 toerde Lewis mee met Sam Smith en speelde hij in het voorprogramma op 2 en 5 mei in de Ziggo Dome. Op 7 november publiceerde Capaldi zijn single Someone You Loved, die later de eerste positie bereikte in de UK Singles Chart. In de clip van dit nummer speelt ook zijn achterneef Peter Capaldi mee, de acteur die onder andere Doctor Who speelde. In 2019 toerde Capaldi met Bastille op hun "Still Avoiding Tomorrow Tour". In 2019 had Capaldi met Before You Go een hit die over zelfmoord gaat, iets wat hij als kind van dichtbij had meegemaakt.
Op 9 september 2022 bracht Capaldi de eerste single van zijn tweede studioalbum uit, genaamd "Forget Me".
Capaldi heeft het syndroom van Gilles de la Tourette. Tijdens een optreden op Glastonbury in 2023 kon hij hierdoor niet verder zingen tijdens een optreden, waarna het publiek verder zong. Capaldi moest hierna zijn tour afbreken.

## Discografie

### Singles
| Single met eventuele hitnotering(en) in de Nederlandse Top 40 | Datum van verschijnen | Datum van binnenkomst | Hoogste positie | Aantal weken | Opmerkingen                 |
| ------------------------------------------------------------- | --------------------- | --------------------- | --------------- | ------------ | --------------------------- |
| Someone You Loved                                             | 2018                  | 23-2-2019             | 7               | 42           | Nr. 12 in de Single Top 100 |
| Before You Go                                                 | 2019                  | 07-12-2019            | 2               | 25           | Alarmschijf                 |
| Hold Me While You Wait                                        | 2019                  | 29-08-2020            | tip12           | 6            |                             |
| Forget Me                                                     | 2022                  | 09-09-2022            | 6               | 22           | Alarmschijf                 |
| Pointless                                                     | 2022                  | 09-12-2022            | 20              | 17           | Alarmschijf                 |
| Wish You the Best                                             | 2023                  | 05-05-2023            | 18              | 9            | Alarmschijf                 |
| Strangers                                                     | 2024                  | 06-01-2024            | tip4            | 7            |                             |
| Survive                                                       | 2025                  | 05-07-2025            | 20              | 7            |                             |

| Single met hitnotering(en) in de Vlaamse Ultratop 50 | Datum van verschijnen | Datum van binnenkomst | Hoogste positie | Aantal weken | Opmerkingen                              |
| ---------------------------------------------------- | --------------------- | --------------------- | --------------- | ------------ | ---------------------------------------- |
| Someone You Loved                                    | 07-11-2018            | 19-01-2019            | 2 (2wk)         | 60           | Bestverkochte single van 2019 4x Platina |
| Hold Me While You Wait                               | 2019                  | 11-05-2019            | tip20           | -            |                                          |
| Bruises                                              | 2019                  | 15-06-2019            | tip3            | -            |                                          |
| Before You Go                                        | 2019                  | 07-12-2019            | 2               | 48           | 2x Platina                               |
| Forget Me                                            | 2022                  | 09-09-2022            | 5               | 20           | Goud                                     |
| Pointless                                            | 2023                  | 14-01-2023            | 34              | 11           |                                          |
| Wish You the Best                                    | 2023                  | 05-05-2023            | 16              | 17           |                                          |
| Strangers                                            | 2024                  | 27-01-2024            | 48              | 1            |                                          |
| Survive                                              | 2025                  | 05-07-2025            | 34              | 2            |                                          |

### NPO Radio 2 Top 2000
| Nummers met noteringen in de NPO Radio 2 Top 2000 | '19  | '20 | '21  | '22 | '23  | '24  |
| ------------------------------------------------- | ---- | --- | ---- | --- | ---- | ---- |
| Before You Go                                     | -    | 958 | 1442 | 837 | 806  | 1051 |
| Forget Me                                         | ×    | ×   | ×    | -   | 1533 | -    |
| Someone You Loved                                 | 1113 | 644 | 954  | 657 | 422  | 440  |
| Wish You the Best                                 | ×    | ×   | ×    | ×   | -    | 1784 |

1. ↑  Een '-' betekent dat het nummer niet was genoteerd, een '×' betekent dat het nummer nog niet was uitgebracht en een vetgedrukt getal geeft de hoogste notering van een nummer aan.
2. ↑  2019 was het eerste jaar met een notering voor Lewis Capaldi.

- Bibliothèque nationale de France: cb17869703w (data)
- Gemeinsame Normdatei: 115662858X
- International Standard Name Identifier: 0000 0004 6561 9226
- Library of Congress Control Number: no2019122842
- MusicBrainz: 526aab94-697f-44a9-b630-41d1c0505953
- Nationale Bibliotheek van Tsjechië: xx0260829
- Système universitaire de documentation: 272628883
- Virtual International Authority File: 11152502993810800007
- WorldCat: E39PBJj4qxf9RtpMm6GCDhbGHC